# دهکده پوتمکین

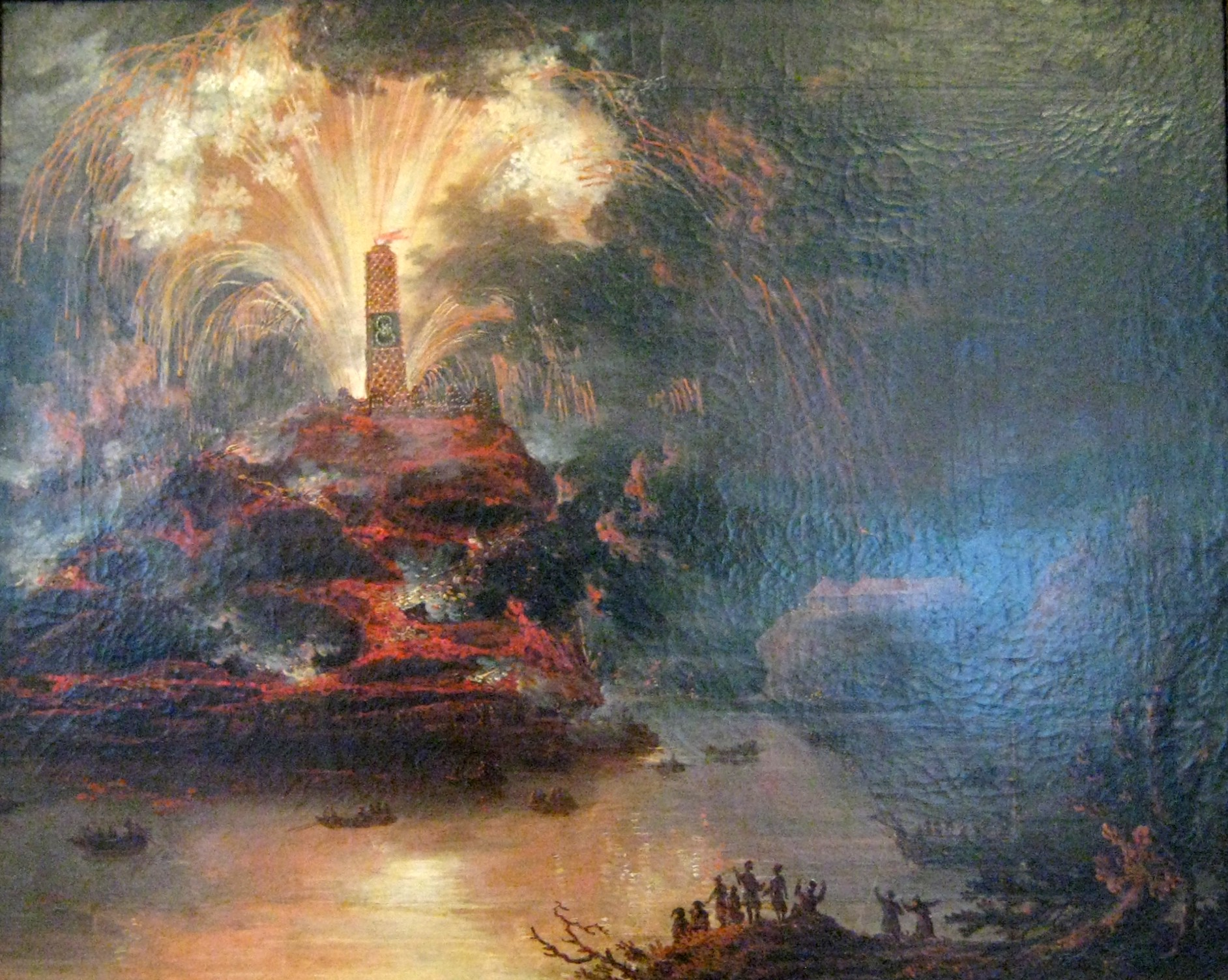
آتشبازی در جریان بازدید کاترین دوم از کریمه.

عبارت دهکده‌های پوتمکین (روسی: потёмкинские деревни) در اصل برای توصیف دهکده‌ای غیرواقعی به کار می‌رفت که فقط برای تحت تأثیر قرار دادن ساخته شده. بنا بر روایت، گریگوری پوتمکین در جریان سفر کاترین دوم به کریمه در ۱۷۸۷ تأسیساتی غیرواقعی در کرانه‌های رود دنیپر ساخت تا او را گول بزند. امروزه این عبارت نوعاً در سیاست و اقتصاد برای توصیف هر سازه (حقیقی یا مجازی) به کار می‌رود که فقط برای فریب دیگران ساخته شده تا فکر کنند وضعیتی از آنچه واقعاً وجود دارد بهتر است. برخی مورخین مدرن مدعیند در اصل داستان مبالغه شده‌است.